# Ouratea jaliscensis
Ouratea jaliscensis är en tvåhjärtbladig växtart som beskrevs av Mcvaugh. Ouratea jaliscensis ingår i släktet Ouratea och familjen Ochnaceae. Inga underarter finns listade i Catalogue of Life.